# Amuco de la Reforma
Amuco de la Reforma är en ort i Mexiko.   Den ligger i kommunen Coyuca de Catalán och delstaten Guerrero, i den södra delen av landet, 200 km sydväst om huvudstaden Mexico City. Amuco de la Reforma ligger 259 meter över havet och antalet invånare är 2 703.
Terrängen runt Amuco de la Reforma är varierad. Runt Amuco de la Reforma är det ganska tätbefolkat, med 172 invånare per kvadratkilometer. Närmaste större samhälle är Ciudad Altamirano, 7,8 km norr om Amuco de la Reforma. Omgivningarna runt Amuco de la Reforma är en mosaik av jordbruksmark och naturlig växtlighet.